# Legii, Cluj
Legii (în maghiară Magyarlégen) este un sat în comuna Geaca din județul Cluj, Transilvania, România.

## Obiective turistice
În acest sat se găsește "Lacul și Valea Legii", rezervație naturală-monument al naturii, precum și o biserică veche din anul 1449.

## Vezi și
- Biserica reformată din Legii

## Galerie de imagini

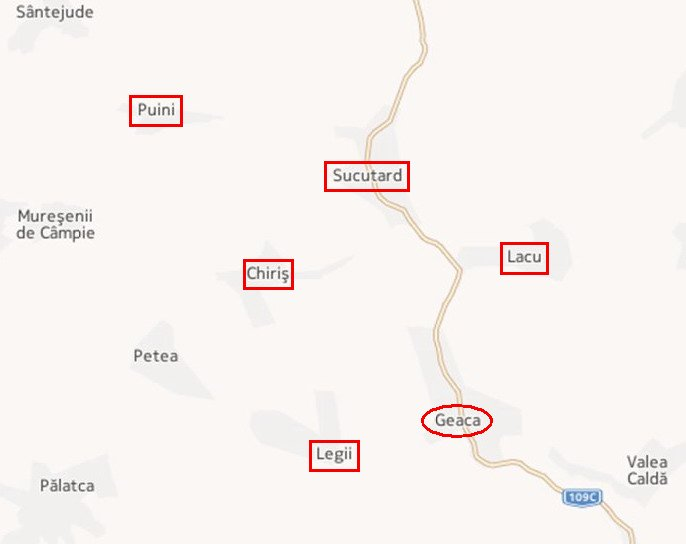
Comuna Geaca și satele componente
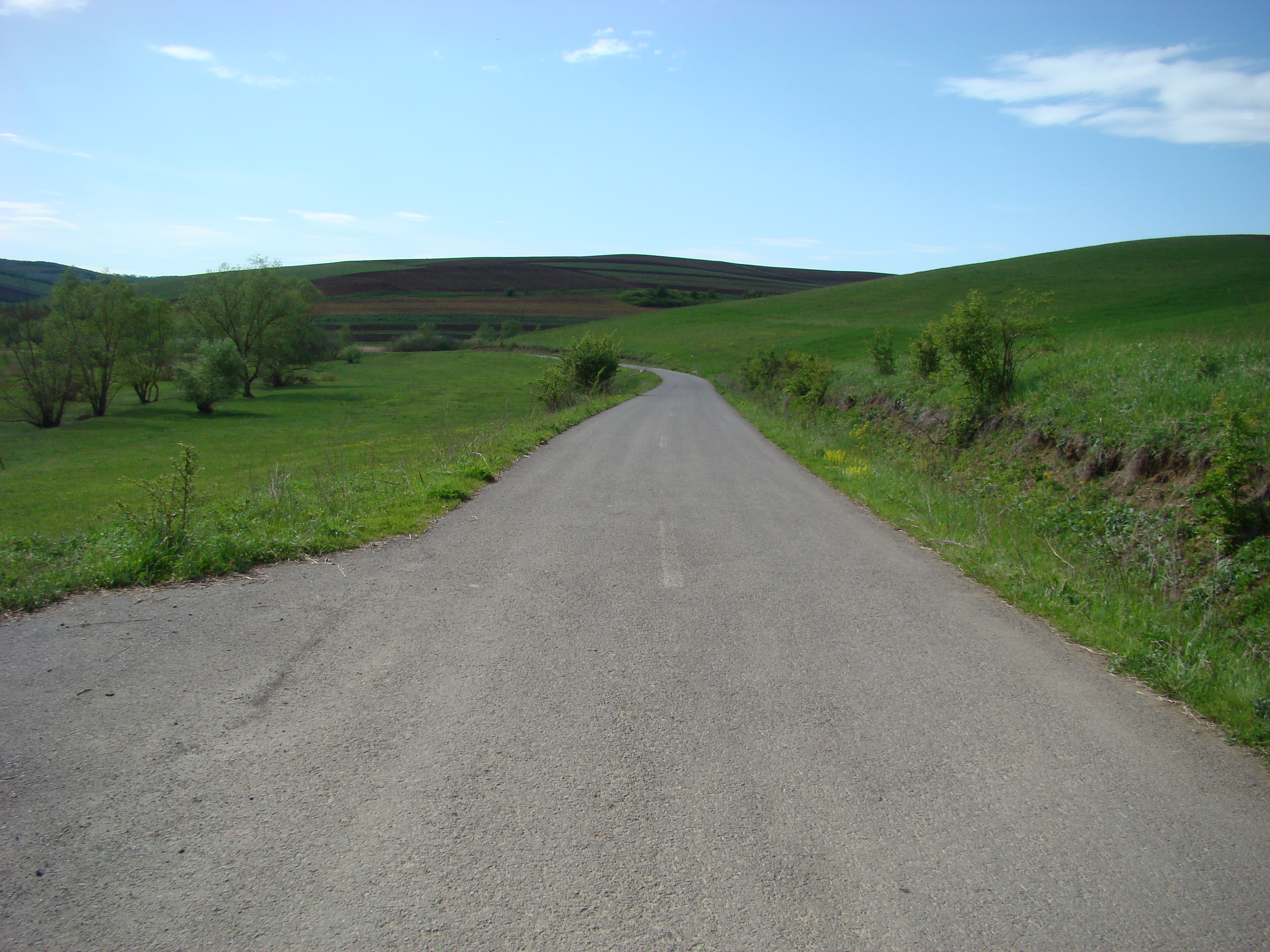
Drumul Geaca-Legii
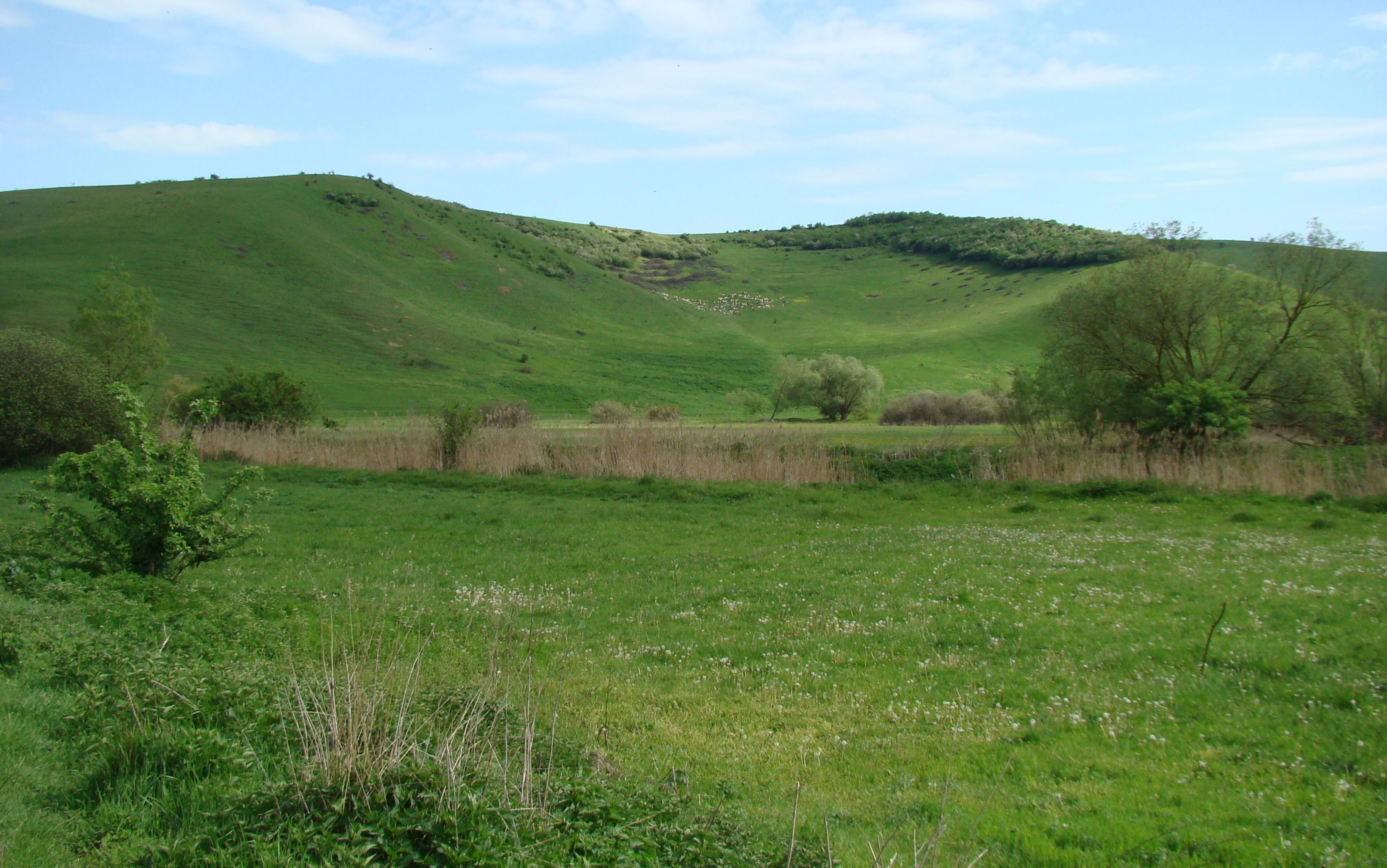
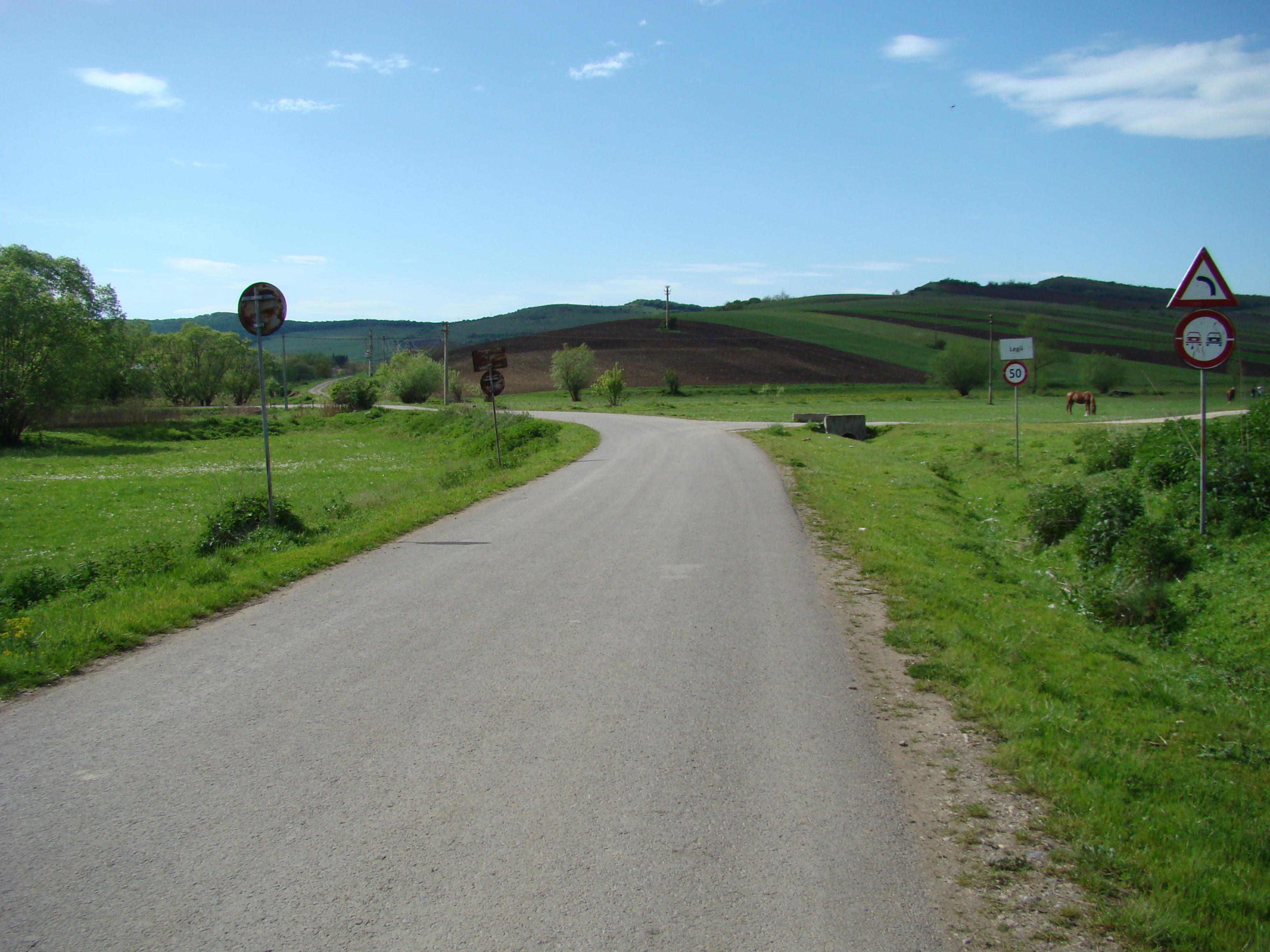
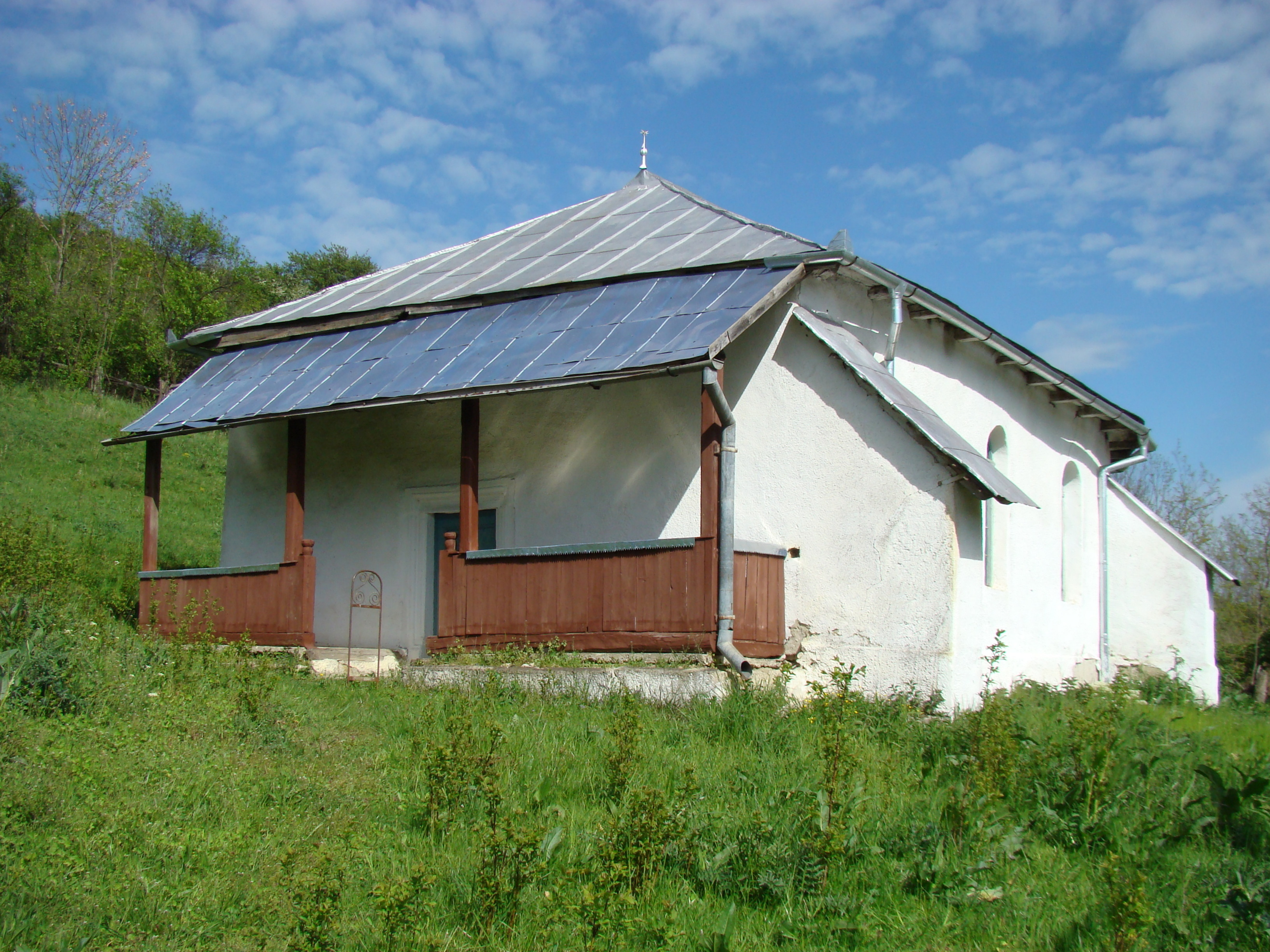
Biserica reformată (monument istoric)
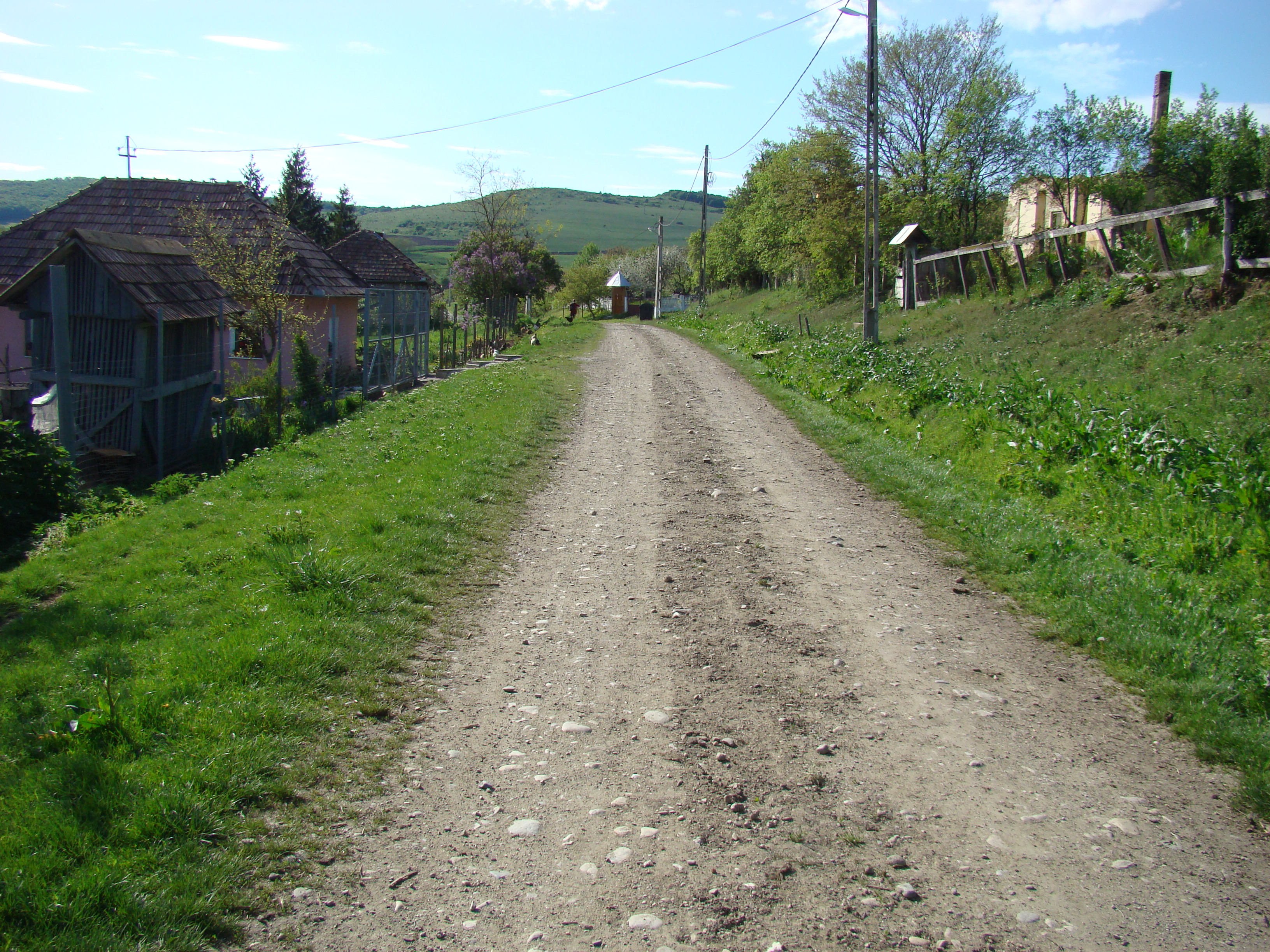
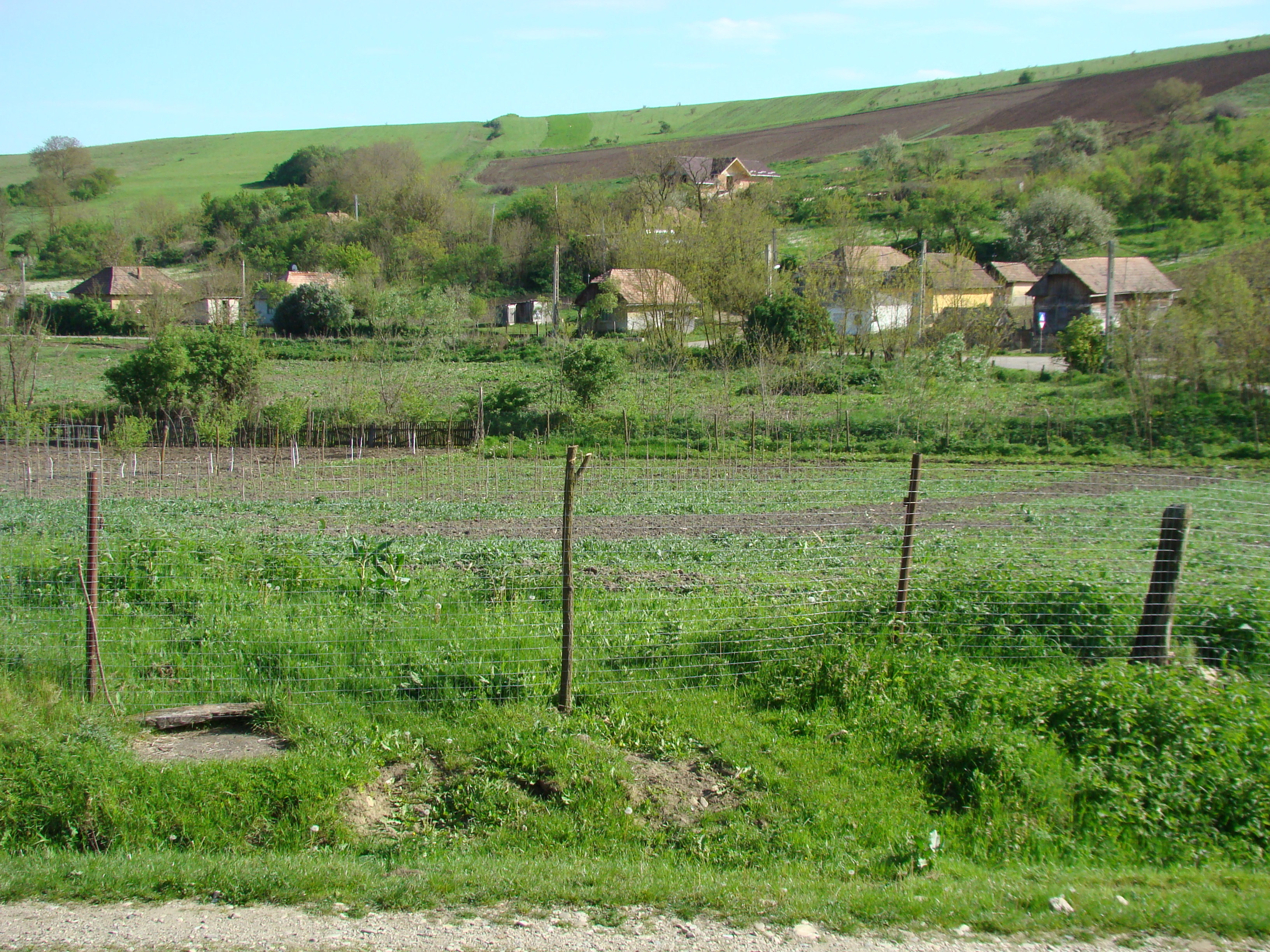
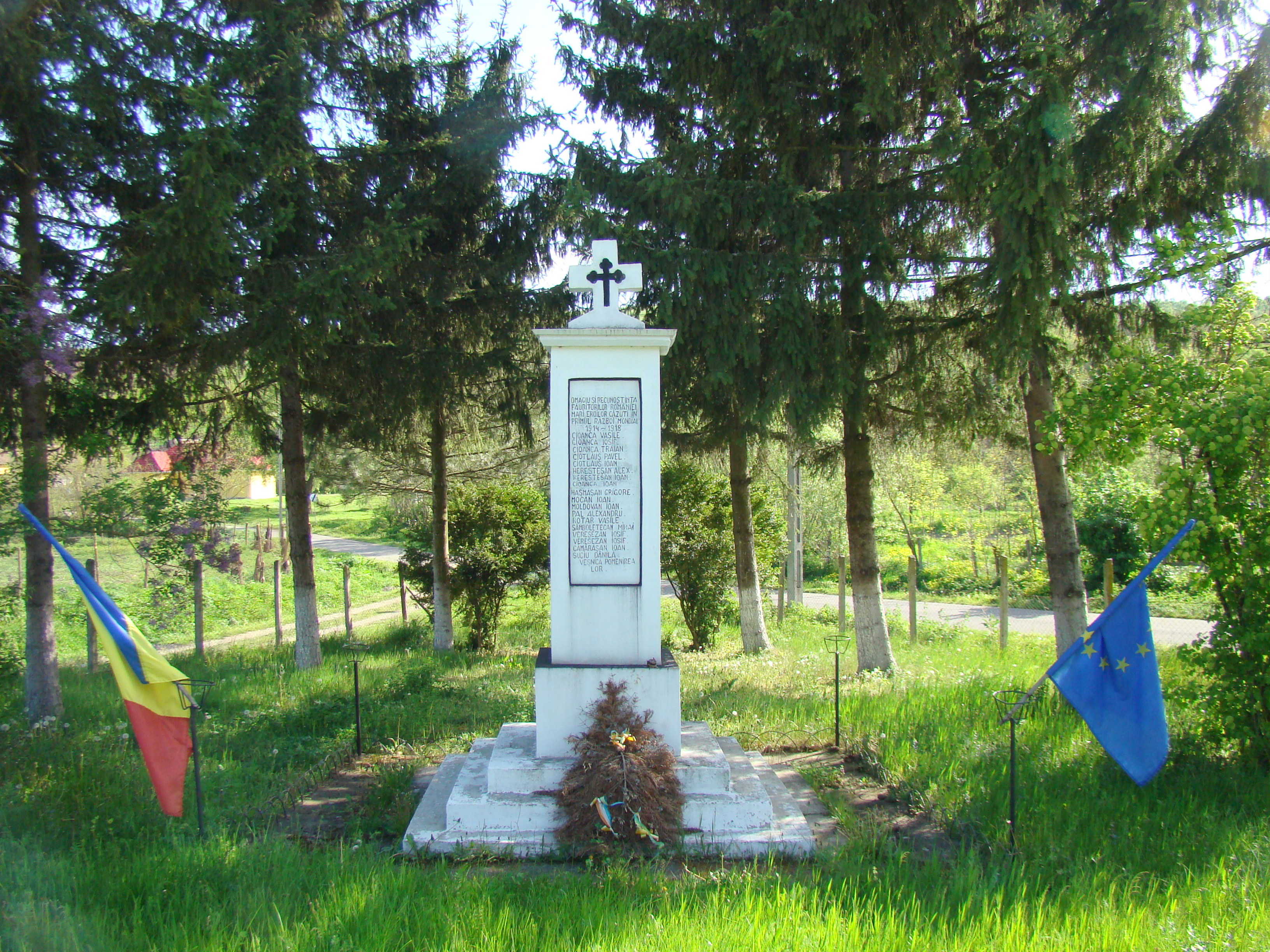
Monumentul Eroilor
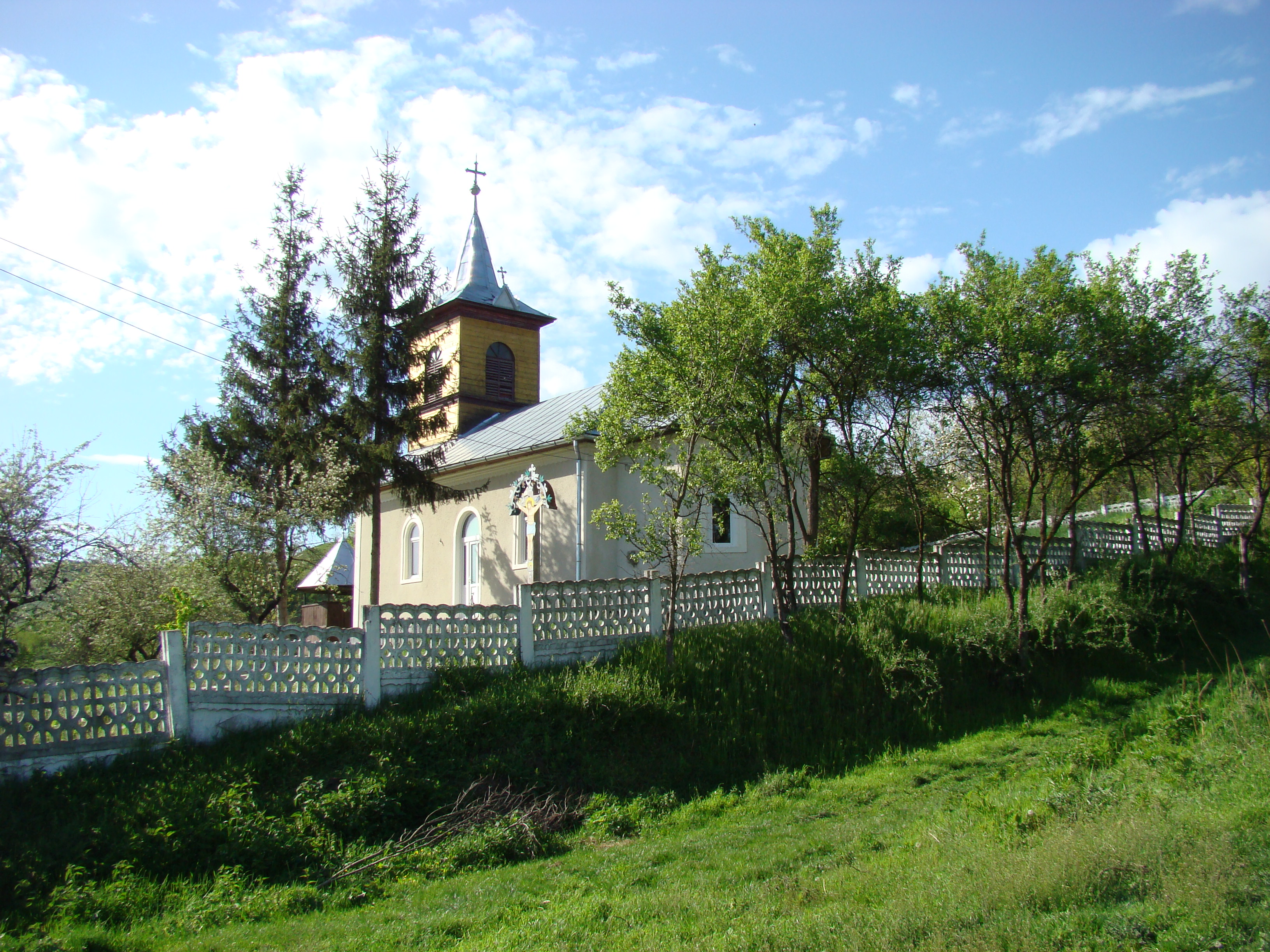
Biserica ortodoxă
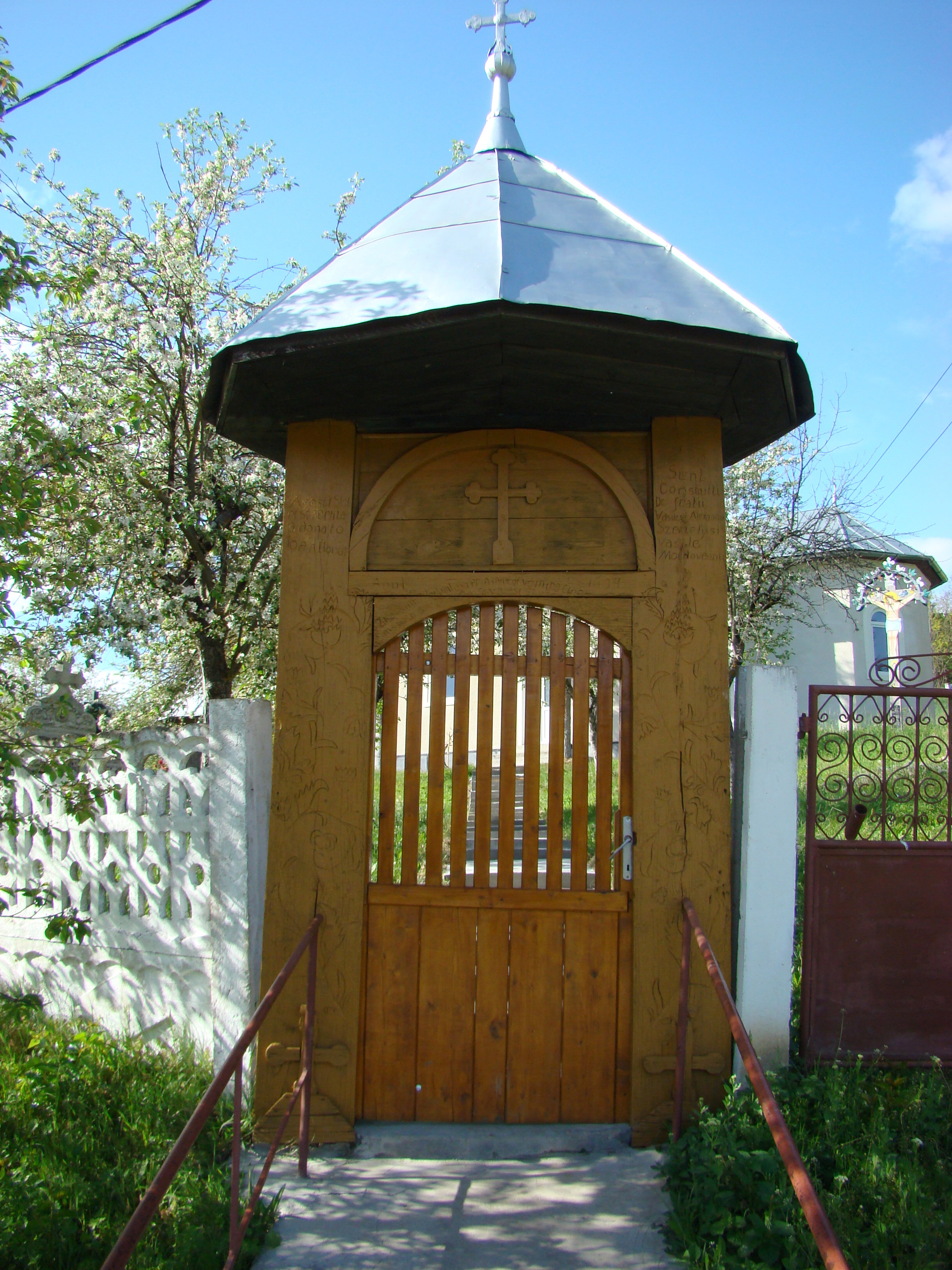
Poarta bisericii ortodoxe
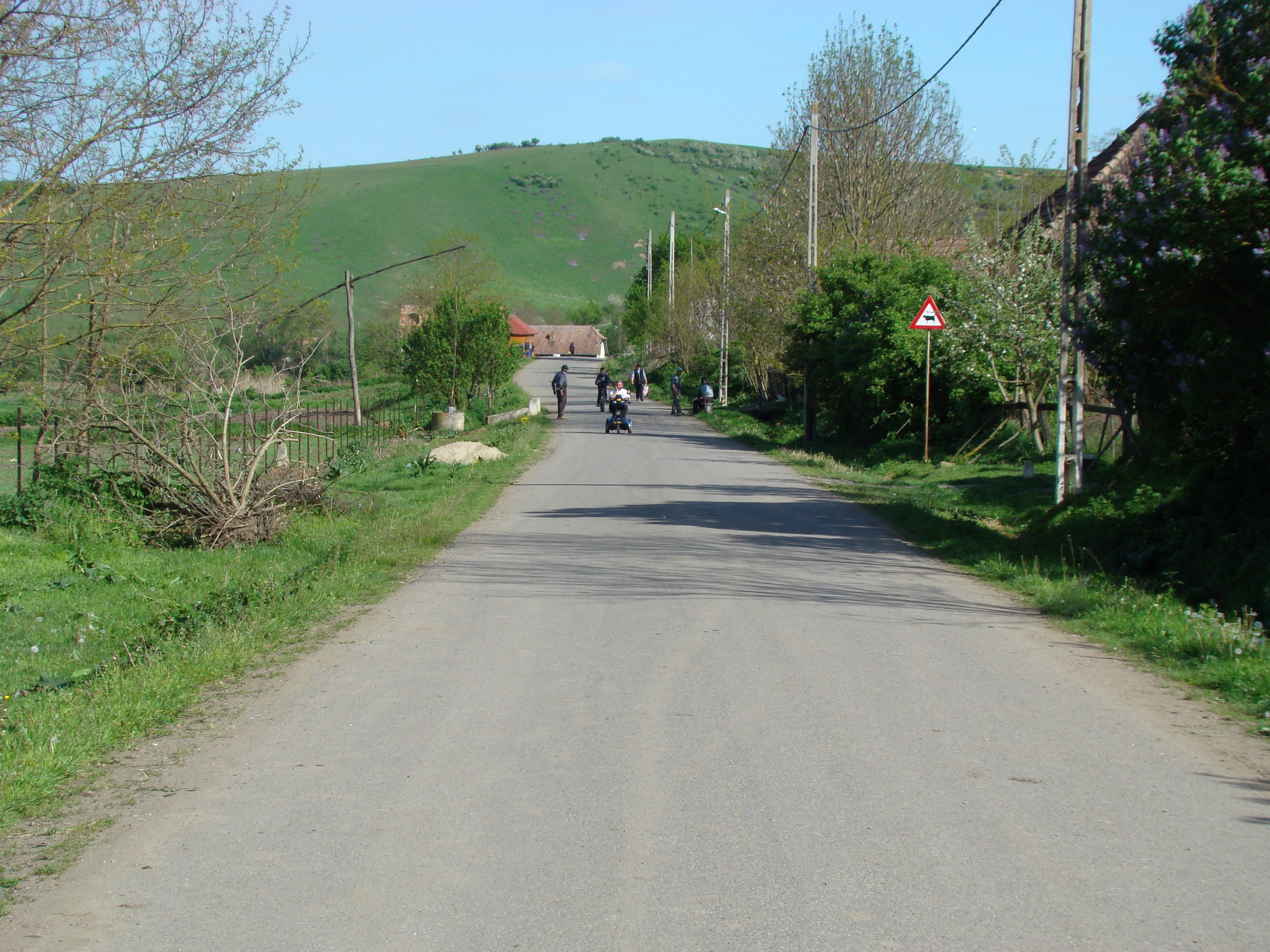
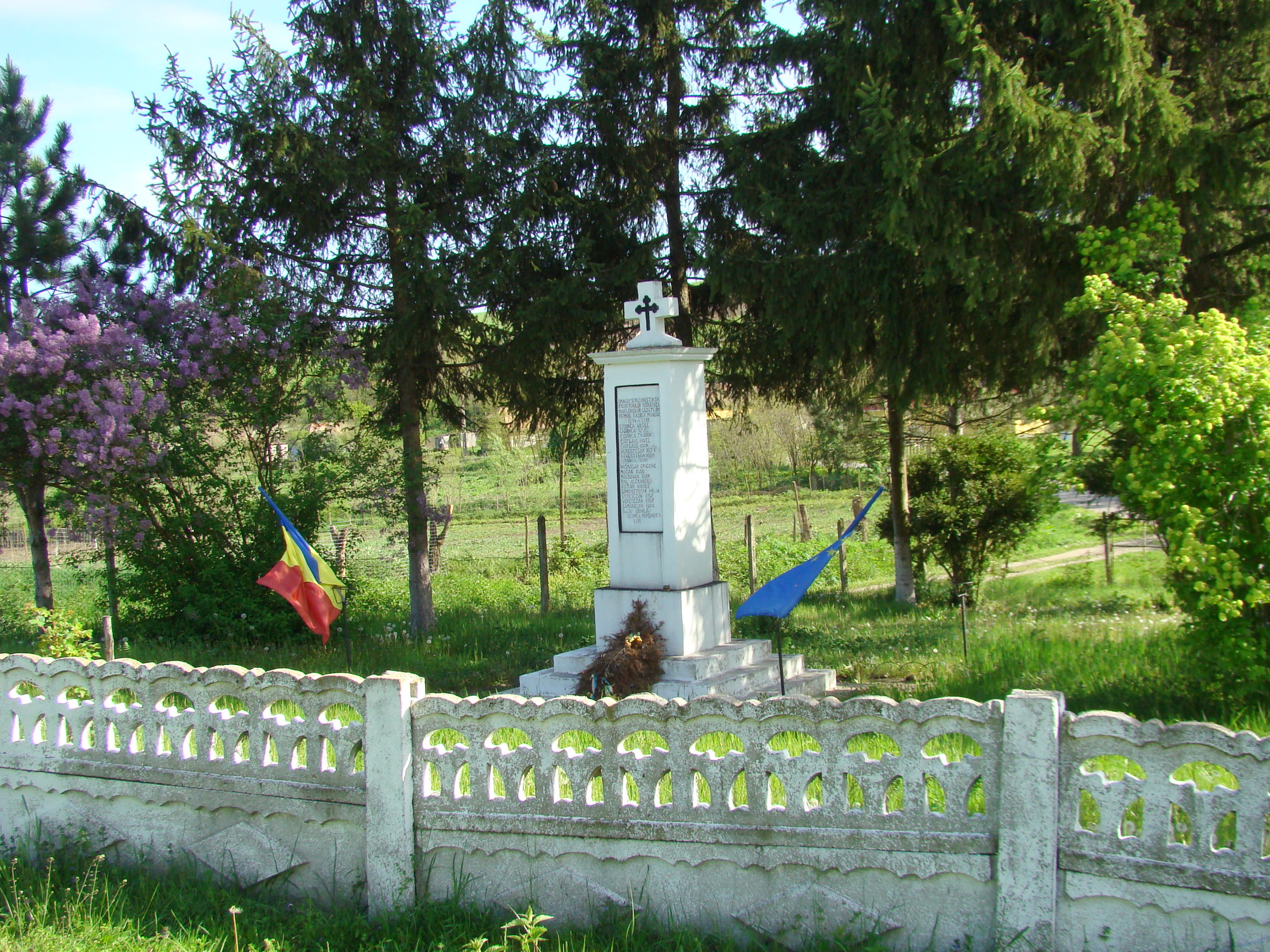
Monumentul Eroilor
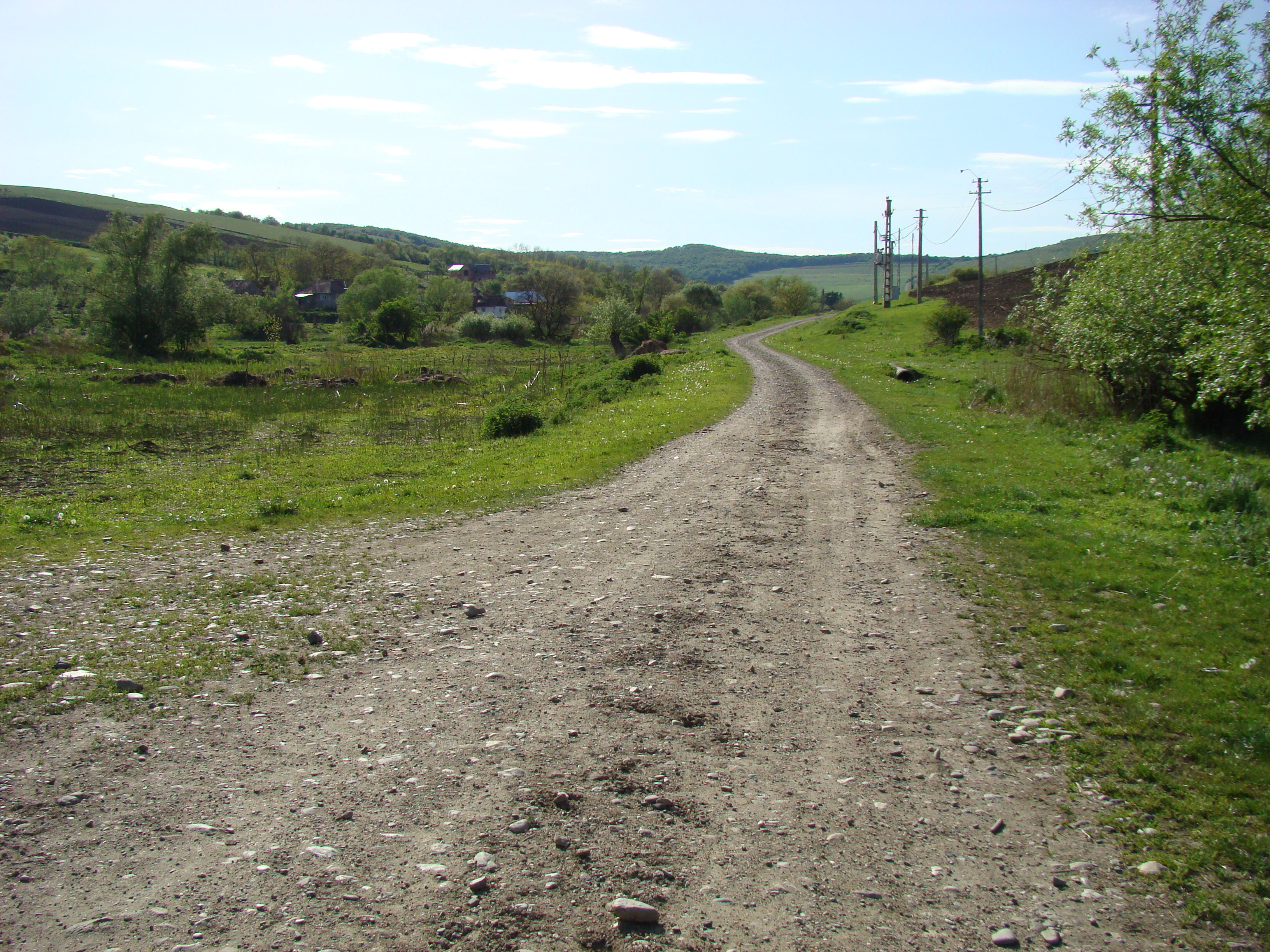
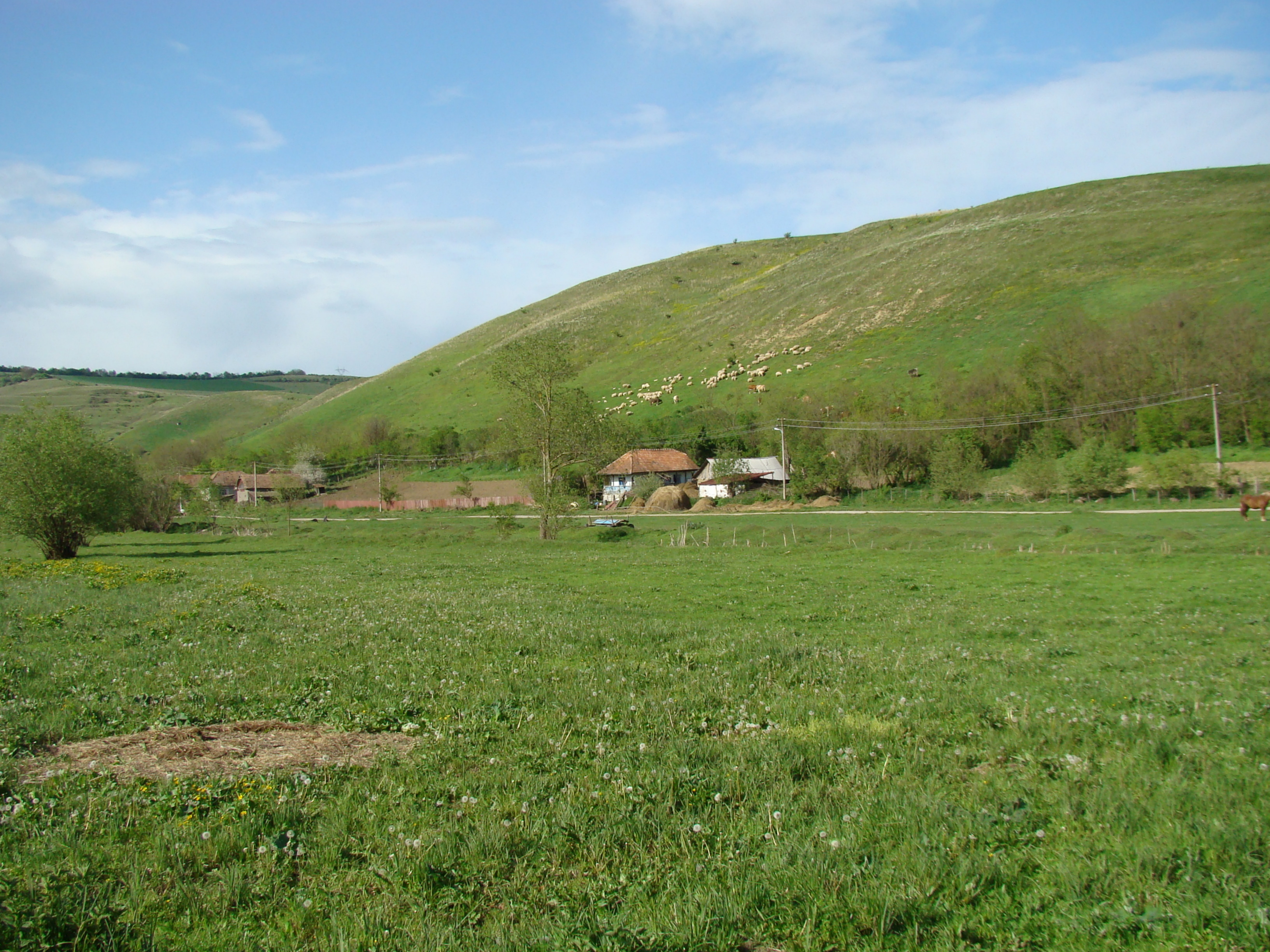
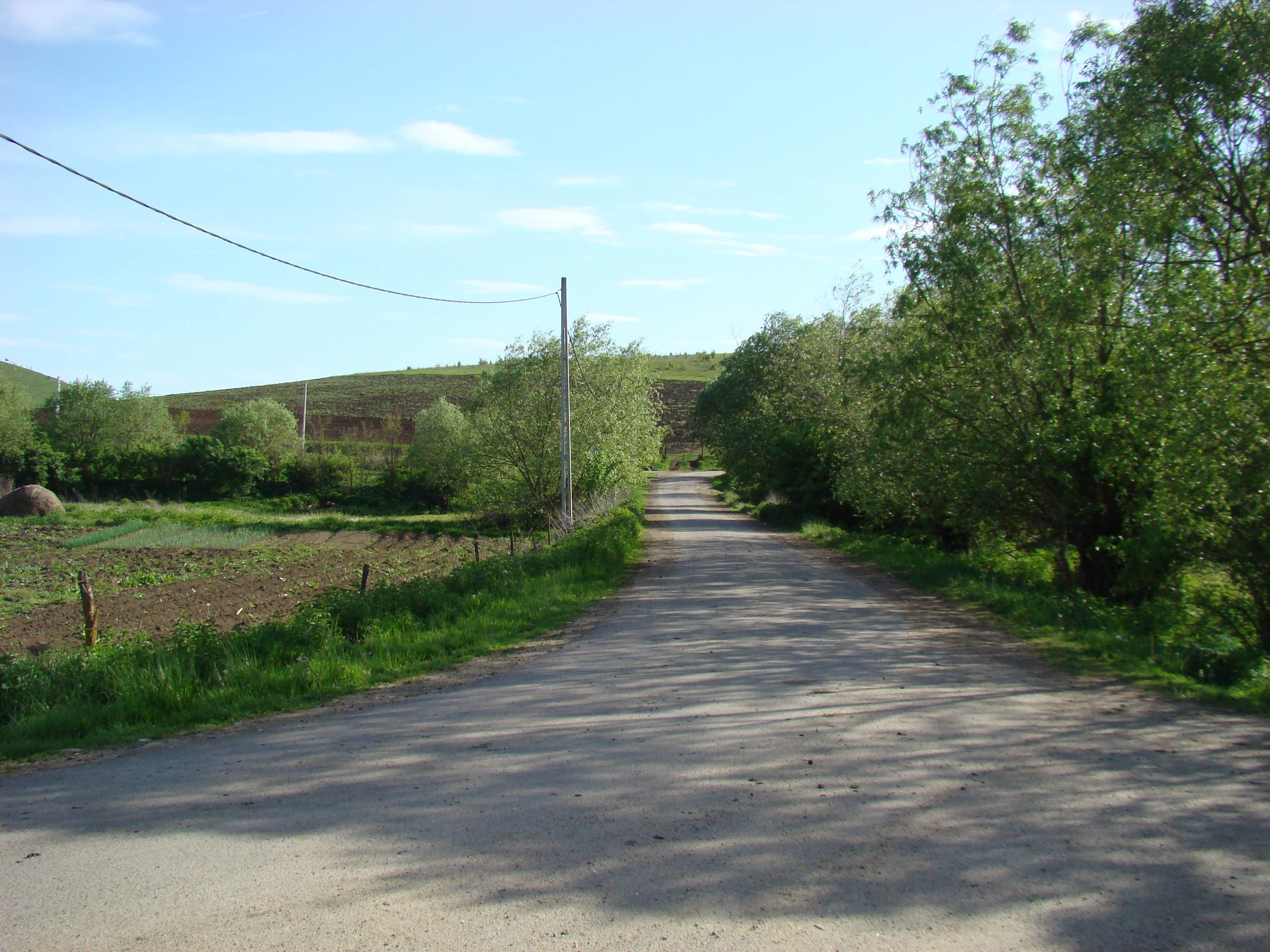